# Xanthos de Lydie
Pour les articles homonymes, voir Xanthe.
Xanthos de Lydie (en grec Ξανθός / Xanthós) est un historien grec (v.499 – v.440 av. J.-C.).

## Biographie
Très peu de choses sont connues de cet auteur ; la Souda le dit fils d'un certain Candaule, et la tradition fait parfois de Sardes, capitale de la Lydie, sa ville natale. Denys d'Halicarnasse situe l'activité de Xanthos avant la naissance de Thucydide, et en fait un contemporain d'Hellanicos de Lesbos, de Damastès de Sigée et de Xénomédès de Céos. 

## Œuvre
Il est l'auteur d'une histoire de la Lydie, la Lydiaca, en 4 livres. Cependant, l'authenticité de cette œuvre a travers le temps a parfois été contestée dès l'Antiquité. Ainsi, Artémon de Cassandréia, un grammairien de la seconde moitié du IIe siècle av. J.-C. en attribuait la paternité à Dionysios Scytobrachion, un mythographe du IIIe siècle av. J.-C. ; Ephore de son côté pensait au contraire qu'il avait été utilisé par Hérodote. Généralement, il est considéré par les anciens comme une référence pour l'histoire ancienne et tout particulièrement pour l'histoire de la Lydie, et a été abondamment cité. Une trentaine de fragments nous sont ainsi parvenu, riches en détails sur la mythologie, l'histoire, la géographie, les traditions de la Lydie. Un résumé rédigé par un certain Ménippe circulait dès l'Antiquité.  
On attribue également à Xanthos un ouvrage sur les Mages, une caste religieuse mède qui remontait à Zoroastre, la Magica. Cet ouvrage est quant à lui assurément apocryphe : Diogène Laërce dit que cet historien compte 600 années depuis Zoroastre jusqu'au passage de Xerxès en Grèce, puis liste la succession des grandes familles de mages jusqu'à la mort d'Alexandre (323 av. J.C.). Clément d'Alexandrie en cite un passage ayant trait à la pratique de l'inceste parmi les Mages.

## Editions
- Pearson L., Early Ionian Historians, Oxford, 1939
- Jacoby F., « Xanthos der Lyder », FGrH 765
- Müller K., Fragmenta Historicorum Graecorum, T1, Didot, 1841, p. 36-44